# Hotline Miami
Hotline Miami ist ein Shoot-’em-up-Computerspiel des schwedischen Entwickler-Duos Dennaton Games, das am 23. Oktober 2012 für Windows erschien. Später erschienen Versionen für weitere Plattformen.
Inspiriert zu Hotline Miami wurden die Spieldesigner Söderström und Wedin durch Nicolas Winding Refns Neo-Noir-Film Drive sowie der Dokumentation Cocaine Cowboys.
Im März 2015 erschien die Fortsetzung Hotline Miami 2: Wrong Number. Planungen für weitere Ableger gibt es nicht.

## Handlung
Der Spieler schlüpft in die Rolle eines namenlosen Protagonisten, der nach ominösen Anrufen loszieht, um an angegebener Adresse ansässige Gangster zu töten. Er wacht am 3. April 1989 in seinem Apartment auf und erhält über eine Nachricht auf seinem Anrufbeantworter einen ersten Auftrag: Ein Paket „Kekse“ abzuholen und sich die Zutatenliste durchzulesen. Beim Öffnen des Pakets findet der Protagonist eine erste Tiermaske sowie die Anweisung, einen Koffer aus bestimmten Räumlichkeiten zu besorgen und alle Anwesenden dort zu töten.
In den folgenden Wochen und Monaten erhält der Protagonist weitere Aufträge, bis er sich bei einem Auftrag dagegen entscheidet, eine zufällig anwesende Prostituierte zu töten, sie stattdessen bei sich aufnimmt und eine Beziehung mit ihr beginnt. Während eines Auftrags erhält der Protagonist schließlich den Auftrag, zum Gebäude einer Telefongesellschaft zu kommen. Dort eingetroffen findet er alle Angestellten tot vor und trifft auf „Biker“, der ihn nach kurzem Gespräch angreift.
Hier teilt sich die Story auf.

### Die Version des Protagonisten
In einem Kampf gelingt es dem Protagonisten, Biker zu töten, ab diesem Zeitpunkt werden die Erlebnisse zunehmend verstörter und die Grenzen zwischen Realität und Einbildung verschwimmen zunehmend.
Die Handlung gipfelt im Mord an der Freundin des Protagonisten durch „Richter“, einen weiteren Auftragsmörder, im Apartment des Protagonisten. Richter schießt auf den Spieler, verletzt ihn jedoch nur lebensgefährlich, anstatt ihn zu töten. Nach einiger Zeit im Koma flieht der Protagonist aus dem Krankenhaus und bricht in die Polizeistation ein, in der Richter inzwischen inhaftiert ist. Er tötet alle Polizisten, den korrupten Polizeichef, aber verschont Richter. Anschließend begibt er sich dank Richters Hinweis zum Sitz des Mafiabosses und tötet ihn. Das Spiel endet ein erstes Mal mit dem Protagonisten, der rauchend auf einem Balkon steht und ein Foto dem Wind übergibt.

### Die Version des Bikers
Nun schlüpft der Spieler in die Rolle Bikers, dessen Handlung einige Zeit vor der Begegnung mit dem Protagonisten beginnt. Auch Biker erhält dieselben Anrufe wie der Protagonist, es wird relativ schnell deutlich, dass Biker seine Aufträge zunehmend hinterfragt und sie nicht genauso als selbstverständlich hinnimmt wie der Protagonist. Bei seinen Versuchen, an Informationen zu kommen, begibt er sich in die Telefongesellschaft und tötet etliche Angestellte – bis der Protagonist auftaucht und versucht, ihn zu stoppen. In dieser Version gelingt es Biker jedoch ohne weiteres, den Protagonisten zu töten. Er begibt sich anschließend zum Sitz des Mafiabosses und trifft dort auf einen Hausmeister, der vor ihm in die Kanalisation flüchtet. Nachdem er versucht, einen Computer zu hacken und am Passwort scheitert, folgt er ihm in die Kanalisation. Dort trifft Biker auf zwei Hausmeister mit etlichen Tiermasken und einer großen Telefonanlage.
Reguläres Ende
Biker konfrontiert die Hausmeister und fordert eine Erklärung für ihre Taten, die diese ihm mit „Langeweile“ begründen. Biker stellt die Frage, ob das alles nur ein Spiel für sie sei, woraufhin sie ihn zurückfragen, ob es für ihn nicht ebenso sei und ob er es nicht genossen hätte. Mit diesem kleinen Twist durchbricht das Spiel hier die "Vierte Wand" zum Spieler. Biker tötet beide Hausmeister und verlässt die Szenerie mit seinem Motorrad. Es folgt der Abspann.
Alternatives Ende
Hat der Protagonist während des Hauptspiels verschiedene geheime Buchstabenkombinationen gefunden und ein Puzzle gelöst, so kann der Biker das Passwort des Computers knacken und die wahren Absichten der Hausmeister herausfinden. Mit ihren Taten und den Beweisen konfrontiert, erklären sie ihm nun, dass sie ein Teil der patriotischen Gruppe „50 Blessings“ (engl. „50 Segnungen“) seien und der russisch-amerikanischen Koalition schaden wollten, indem sie die russische Mafia systematisch ausrotteten. Sie erklären ihm außerdem, dass sowohl er als auch der Protagonist sich aktiv der Organisation angeschlossen hätten, und dass es im ganzen Land unzählige Abteilungen der Organisation gäbe.
Nun kann der Spieler entscheiden, ob er die Hausmeister töten möchte oder nicht. Anschließend verlässt er die Szenerie auf dem Motorrad, der Abspann folgt.

## Spielprinzip
Das Spiel ist in mehrere Kapitel unterteilt, zu deren jeweiligem Beginn der Protagonist in seinem Apartment den Auftrag erhält, wo er als Nächstes zuschlagen soll. Vor Beginn des Auftrags muss der Spieler aus einer stetig wachsenden Auswahl an Tiermasken wählen, die ihm bestimmte Boni verpassen, oder dem Kapitel eine besondere Herausforderung hinzufügen.
Ziel eines jeden Kapitel ist es, alle anwesenden Gegner zu töten. Dem Spieler stehen dazu verschiedene Waffen sowie Alltagsgegenstände zur Verfügung. Der Gegner befindet sich durchweg in einer zahlenmäßigen Überlegenheit und hat den Vorteil, den Spieler auch über größere Entfernungen sehen und ihn angreifen zu können, wobei jeder Treffer zum sofortigen Tod führt. Ein wichtiger Teil des Spiels liegt somit im Beobachten von Gegnern, dem Ausprobieren von Taktiken und dem Prinzip von Versuch und Irrtum. Eine Übersicht über die persönliche Leistung im jeweiligen Spielabschnitt schließt jedes Kapitel ab. Hierbei werden Punkte für effizientes Vorgehen und Abwechslungsreichtum, aber auch für benötigte Zeit und Versuche vergeben. Die erreichte Punktzahl schaltet automatisch weitere Waffen frei, zusätzlich erhält der Spieler nach jedem Kapitel Zugriff auf eine weitere Tiermaske.

## Soundtrack
Der Soundtrack des Spiels besteht aus 22 Stücken der Interpreten Jasper Byrne, M O O N, Perturbator u. a. und wird von Kritikern als herausstechendes Merkmal von Hotline Miami gelobt.
Hotline Miami erhielt von IGN eine Auszeichnung für den „besten Soundtrack in einem PC Spiel im Jahr 2012“, auch PC Gamer kürte den Soundtrack von Hotline Miami zum besten des Jahres 2012. Aufgrund der hohen Popularität der Musik wurde ein Soundtrack-Album als Download und in Form einer Sammlerausgabe auf Vinyl veröffentlicht.

### Titelliste
1. Coconuts: Silver Lights – 6:36
2. Eirik Suhrke: A New Morning – 2:28
3. El Huervo: Crush – 2:39
4. El Huervo feat. Shelby Cinca: Daisuke – 2:41
5. El Huervo: Turf – 3:09
6. Jasper Byrne: Hotline – 3:12
7. Jasper Byrne: Miami – 3:32
8. M O O N: Crystals – 4:49
9. M O O N: Hydrogen – 4:49
10. M O O N: Paris – 4:31
11. M O O N: Release – 6:02
12. Perturbator: Electric Dreams – 4:45
13. Perturbator: Miami Disco – 4:31
14. Perturbator: Vengeance – 5:00
15. Scattle: Flatline – 2:14
16. Scattle: Inner Animal – 3:40
17. Scattle: It's Safe Now – 2:43
18. Scattle: Knock Knock – 4:04
19. Scattle: To The Top – 1:58
20. Sun Araw: Deep Cover – 8:03
21. Sun Araw: Horse Steppin – 10:10
22. Elliott Berlin: Musikk Per Automatikk – 3:05[4]

## Rezeption

### Deutschland
Die deutsche Fachpresse lobte das fesselnde Spielprinzip, den hohen Suchtfaktor sowie den treibenden Soundtrack. Kritisiert wurde vor allem die hohe Frustschwelle sowie die fehlende Abwechslung. Der Grafikstil wurde als gewöhnungsbedürftig aber stimmig empfunden, stellenweise auch lobend erwähnt, da er die Gewalt abmindere und der eigenen Fantasie überlasse.

„Wahnwitz und Anarchie, drastische Gewalt und Stealth-Taktik - alles verpackt in absurden Mengen Pixelblut und Psychedelic-Electro. Ein ungewöhnliches, aber auch frustrierendes Erlebnis.“

„Man kann sich an der schwachen Grafik und der fehlenden Abwechslung stören, verpasst dadurch aber ein in sich stimmiges, atmosphärisches Actionspiel, das weitaus durchdachter und intelligenter ist, als seine surreale Blutfassade auf den ersten Blick offenbart.“

„"Hotline Miami" ist eines der besten Spiele dieses Jahres – auch wenn es erst einmal gar nicht danach aussieht. Die Grafik des von zwei Schweden entwickelten Spieles ist auf Commodore-64-Niveau. Das Bild wackelt und flackert. Trotzdem ist das Spiel atmosphärisch dicht, mit direktem Gameplay, das der Konkurrenz zeigt, dass Qualität nicht immer Hochglanzgrafik braucht.“

„Wenn Videospiele dazu da sind, um in Welten abzutauchen, in denen man gerne sein würde, aber die Gesellschaft/Realität/physikalischen Gesetzmäßigkeiten es einem nicht erlauben zu sein, dann hoffe ich, niemals die Leute zu treffen, die so über Hotline Miami denken. Bis zu diesem grausigen Tag spiele ich es einfach nur.“

### International
Auf Metacritic.com erreichte Hotline Miami einen Metascore von 85 %, internationale Medien wie IGN.com (UK) und Eurogamer.net (UK) vergaben Topwertungen.
Zusätzlich zur Kategorie „Bester Soundtrack in einem PC-Spiel im Jahr 2012“ wurde Hotline Miami bei IGN in den Kategorien „Bestes PC Action Spiel“, „Beste Story“, „Bestes PC Spiel des Jahres“, „Bestes Action Spiel“ und „Bestes Spiel“ nominiert.
Auf dem Independent Games Festival 2013 ist Hotline Miami in der Kategorie „Excellence In Audio“ sowie für den „Seumas McNally Grand Prize“ nominiert.

## Fortsetzung
Bereits kurz nach Veröffentlichung von Hotline Miami gab eine Kurzmitteilung von Entwickler Jonaton Söderström über den Kurznachrichtendienst Twitter Grund zur Annahme, dass die Arbeiten an einer Fortsetzung begonnen hätten. Kurz darauf gab Söderström bekannt, dass es einen Nachfolger geben werde, da der Umfang des eigentlich als DLC angedachten Zusatzmaterials inzwischen zu groß geworden sei.
Im Juli 2013 wurde bekannt, dass der Nachfolger unter dem Titel Hotline Miami 2: Wrong Number erscheinen soll. Er erschien am 10. März 2015 für Windows, macOS, PlayStation 3, PlayStation 4 und PlayStation Vita, des Weiteren kamen am 7. April 2020 beide Spiele in einer Collection für Xbox One im Store auf den Markt.

## Sonstiges
Infolge einer Kooperation von Dennaton Games mit Overkill Software erschien am 30. September 2014 ein Hotline Miami-DLC für den Koop-Shooter PAYDAY 2 mit einem neuen Heist, Waffen und Masken aus Hotline Miami. Der Nachfolger Hotline Miami 2 lässt sich auch als Digital Special Edition auf Steam erwerben, womit der Protagonist der Reihe unter dem Namen „Jacket“ als spielbarer Heister in PAYDAY 2 freigeschaltet wird. Jacket trägt standardmäßig die Hahnenkopfmaske "Richards Rückkehr" und ist, wie in Hotline Miami, stumm. Stattdessen kommuniziert er durch Sprachnachrichten, die von einem Kassettenrekorder abgespielt werden. Außerdem freigeschaltet werden einige exklusive Tiermasken, sowie der Motorradhelm von Biker, die Maschinenpistole "Jackets Teil" (Seit dem Spring Break 2018 Update auch als Akimbo-Variante) mit einer Auswahl an eigenen Modifikationen, die Nahkampfwaffe "Zimmermanns bester Freund" sowie das "Soziopath" Vorteilsdeck. Durch den Besitz des ersten Teils von Hotline Miami auf Steam erhalten Spieler von Payday 2 ebenfalls eine Reihe anderweitig nicht erhältlicher Tierkopfmasken sowie die Nahkampfwaffe ""50 Blessings"-Aktenkoffer".